# Sampuran (Muara)
Sampuran is een bestuurslaag in het regentschap Tapanuli Utara van de provincie Noord-Sumatra, Indonesië. Sampuran telt 421 inwoners (volkstelling 2010).